# Sarde logudorais
Le sarde logudorais (autonyme : sardu logudoresu ou logudoresu) est l'une des deux principales macrovariantes en lesquelles se divise la tradition orthographique de la langue sarde (l'autre est le sarde campidanais), originaire de la région de Logudoro dans la partie centre-nord de la Sardaigne, habitée par environ 400 000 habitants.

## Historique
(...)

## Caractéristiques
Les variétés sardes orbitant autour du modèle orthographique logudorese ont souvent été considérées comme les plus prestigieuses, en vertu d'une importante tradition littéraire qui a débuté au XVe siècle,.
Il convient de noter la Ortographia sarda nationale (« Orthographe nationale sarde ») par le chanoine, professeur et sénateur Giovanni Spano, qui a élevé une variante sarde unanimement acceptée comme une koinè, illustre en raison de sa relation étroite avec le latin, de la même manière que le dialecte florentin s'était établi en Italie comme « italien illustre »,.

## Cartes

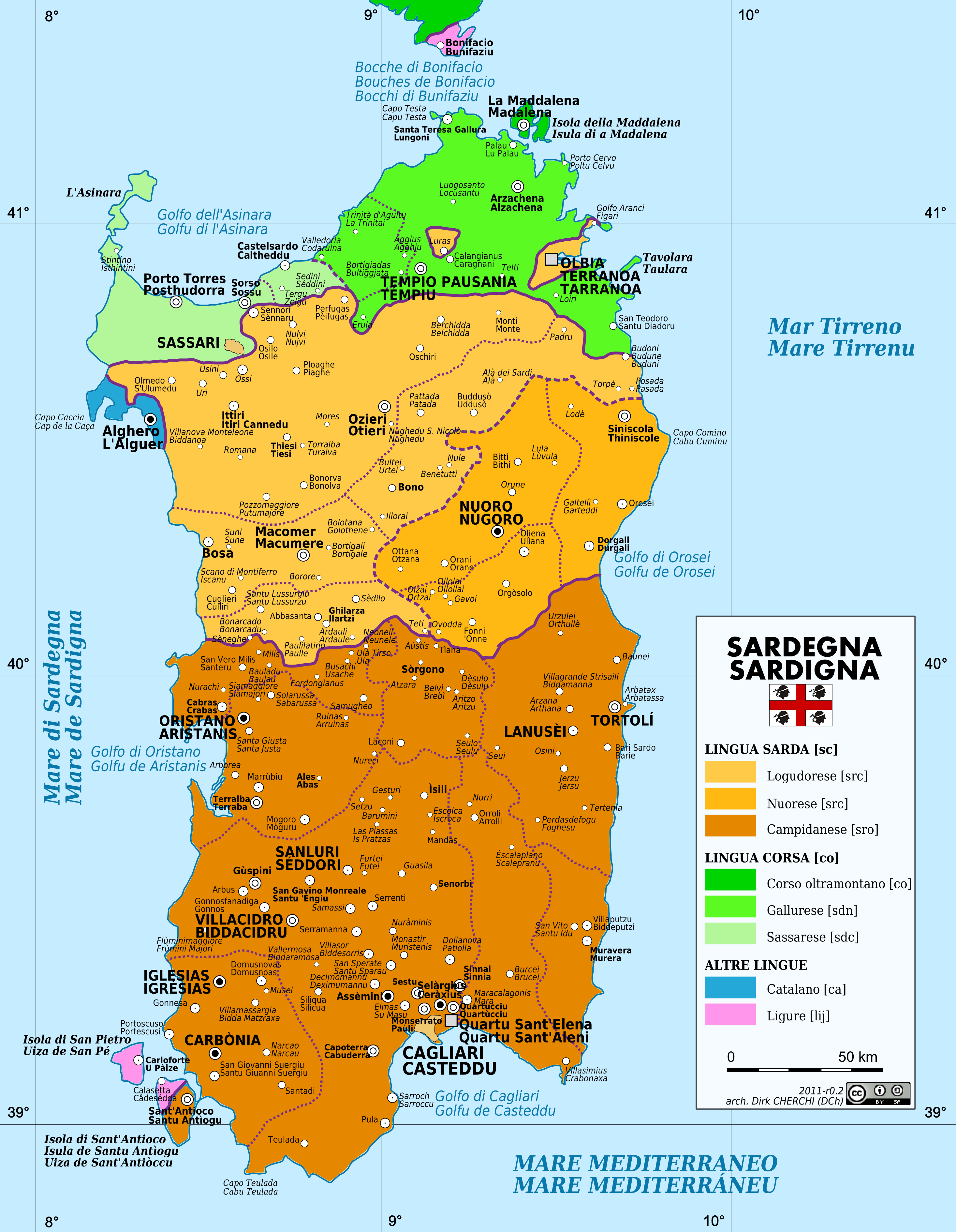
Les langues et dialectes de la Sardaigne
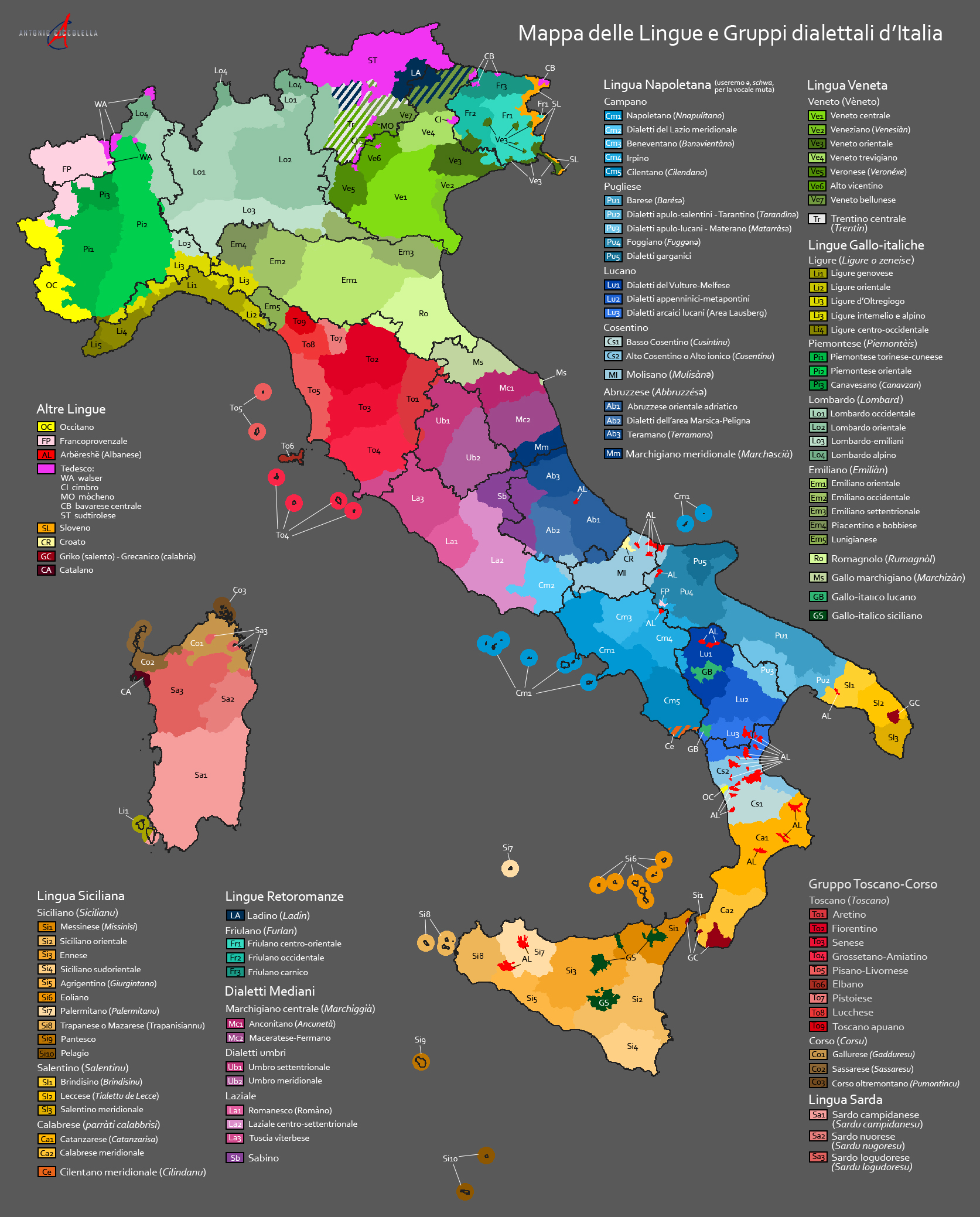
(it) Les autres langues de l'Italie
Les autres langues romanes